# Wilbert Suvrijn
Wilbert Suvrijn (født 26. oktober 1962 i Sittard, Holland) er en tidligere hollandsk fodboldspiller (midterforsvarer), og europamester med Hollands landshold fra EM i 1988.

## Karriere
Suvrijn spillede på klubplan hos Fortuna Sittard i sin hjemby, Roda JC og franske Montpellier HSC. Han indstillede sin karriere allerede som 30-årig.
Suvrijn spillede ni kampe for det hollandske landshold, som han debuterede for 29. april 1986 i en venskabskamp mod Skotland. Han var en del af den hollandske trup, der vandt guld ved EM i 1988 i Vesttyskland. Her spillede to af hollændernes fem kampe i turneringen, begge som indskifter.

## Titler
Coupe de France
- 1990 med Montpellier

EM
- 1988 med Holland.